# AKN Eisenbahn
De AKN Eisenbahn AG (Altona-Kaltenkirchen-Neumünster Eisenbahn AG) is een sinds 1883 actieve regionale spoorwegonderneming en spoorwegbeheerder met het hoofdkantoor in Kaltenkirchen. De AKN exploiteert spoorlijnen in Sleeswijk-Holstein en Hamburg. Sleeswijk-Holstein heeft 99,94% van de aandelen van AKN in handen.

## Onderneming
De AKN exploiteert reizigersverkeer op het netwerk tussen Hamburg, Neumünster, Elmshorn, Henstedt-Ulzburg en Norderstedt. De spoorlijnen Hamburg - Neumünster evenals Elmshorn - Henstedt-Ulzburg zijn in bezit van de onderneming en wordt door de AKN onderhouden. Het traject Ulzburg Süd - Norderstedt Mitte hoort bij de Verkehrsgesellschaft Norderstedt (VGN), die het verkeer en beheer aan de AKN heeft uitbesteed.
In het bijzonder in Hamburg en de directe omgeving rijdt de AKN in een S-Bahn-achtige frequentie, deels in een 10 minutenfrequentie met directe aansluiting op de S-Bahn en de metro. Verder van de stad af gelegen spoorlijnen is de frequentie meer vergelijkbaar met een Regionalbahn (stoptrein). In 2015 vervoerde de AKN ongeveer 11,23 miljoen reizigers met 2,59 miljoen treinkilometer. Ze haalde daarbij een punctualiteitscijfer van 98,2%.
In 2015 had de AKN 284 medewerkers. De deelstaat Sleeswijk-Holstein heeft 99,94% van de aandelen van AKN Eisenbahn AG in handen. De overige aandelen zijn bij diverse (particuliere) partijen in handen.
De AKN Eisenbahn is voor 50% eigenaar van de nordbahn Eisenbahngesellschaft, die in opdracht van de deelstaten Hamburg en Sleeswijk-Holstein het reizigersverkeer op de lijnen Hamburg - Itzehoe, Hamburg - Wirst, Bad Oldesloe - Neumünster, Neumünster - Heide en Heide - Büsum exploiteert.
Tevens is AKN Eisenbahn ook spoorwegbeheerder van 131 kilometer aan spoorlijn. Daarbij komt nog 7,6 kilometer spoorlijn die de AKN in opdracht van de Verkehrsgesellschaft Norderstedt (VGN) beheerd.
| Spoorlijn                           | Lengte (km)           | Opmerking                                     |
| AKN eigen spoorlijnen               | AKN eigen spoorlijnen | AKN eigen spoorlijnen                         |
| ----------------------------------- | --------------------- | --------------------------------------------- |
| Hamburg-Eidelstedt - Neumünster Süd | 62,6                  |                                               |
| Elmshorn - Henstedt-Ulzburg         | 24,4                  |                                               |
| Tiefstack - Hamburg-Billstedt       | 5,5                   |                                               |
| Tiefstack - Hamburg-Moorfleet       | 1,8                   |                                               |
| Hamburg-Bergedorf - Geesthacht      | 13,8                  |                                               |
| Neumünster Süd - Neumünster         | 3,2                   | gepacht sinds 1 december 2002                 |
| Kiel Abzweig Ss - Schönberg         | 19,8                  |                                               |
| Totaal                              | 131                   |                                               |
| Spoorlijnen waarover AKN rijdt      |                       |                                               |
| Norderstedt Mitte - Ulzburg Süd     | 7,6                   | Eigenaar VGN; AKN beheert in opdracht van VGN |
| Hamburg-Eidelstedt - Hamburg Hbf    | 9,6                   | Eigenaar DB Netz AG                           |
| Station Hamburg-Eidelstedt          | 1,5                   | Eigenaar DB Netz AG                           |
| Station Neumünster                  | 0,6                   | Eigenaar DB Netz AG                           |
| Totaal                              | 19,3                  |                                               |

## Geschiedenis

### AKE

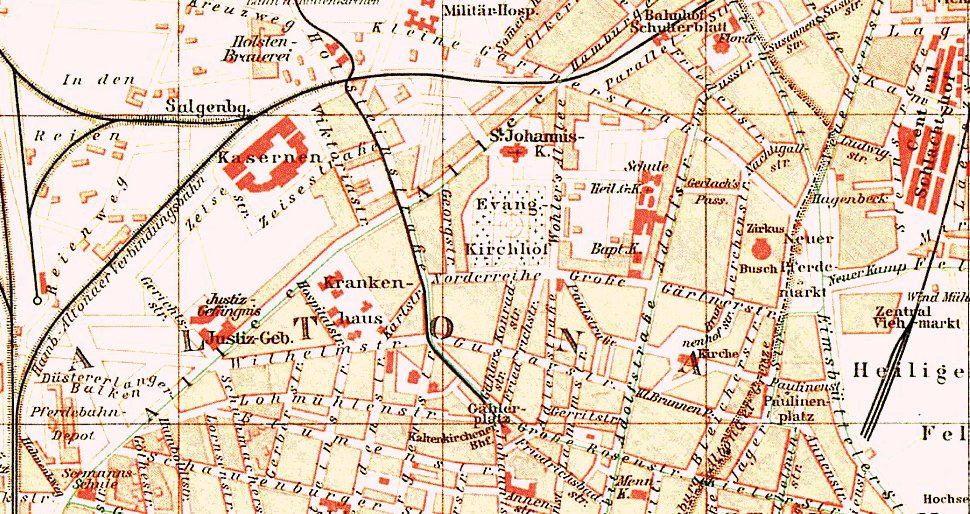
Kaltenkirchener Bahnhof aan het Gählerplatz in Altona van 1884 tot 1893 (kaart uit ongeveer 1890)

In 1879 pleitte het Altonase H. K. Notnagel & Co. als pachter van het bij Quickborn gelegen Hillelmoor, waar turf werd gestoken als brandstof, voor de bouw van een spoorlijn voor het transport van turf. De gemeenten Quickborn en Kaltenkirchen evenals de toen nog zelfstandige stad Altona ondersteunden dit voornemen. Na de oprichting van de Altona-Kaltenkirchener Eisenbahn-Gesellschaft (AKE) op 9 juli 1883 en de toezegging van de koning op 27 april 1883 begon al in de herfst van 1883 de werkzaamheden aan de nieuwe spoorlijn. Op 8 april 1884 werd het reizigersverkeer op het traject vanaf station Kaltenkirchener Bahnhof in Altona naar Kaltenkirchen geopend, op 24 november van hetzelfde jaar volgde het goederenverkeer. Dit traject liep vanaf hun eigen station Kaltenkirchener Bahnhof te Altona tot het station Eidelstedt parallel aan het traject van de Altona-Kieler Eisenbahn-Gesellschaft (ook afgekort tot AKE). Het Kaltenkirchener Bahnhof te Altona was gevestigd aan het toenmalig Gählerplatz (tegenwoordig douanegebied). Op 15 juli 1896 wordt de Elshorn-Barmstedter-Eisenbahn (EBE), deels de huidige lijn A3, in gebruik genomen. De verlenging van de spoorlijn van Kaltenkirchen tot Bad Bramstedt volgde op 20 augustus 1898. Het traject van de EBE werd verlengd naar Oldesloe, de Elmshorn-Barmstedt-Oldesloer Eisenbahn AG (EBO) werd opgericht.

### AKN

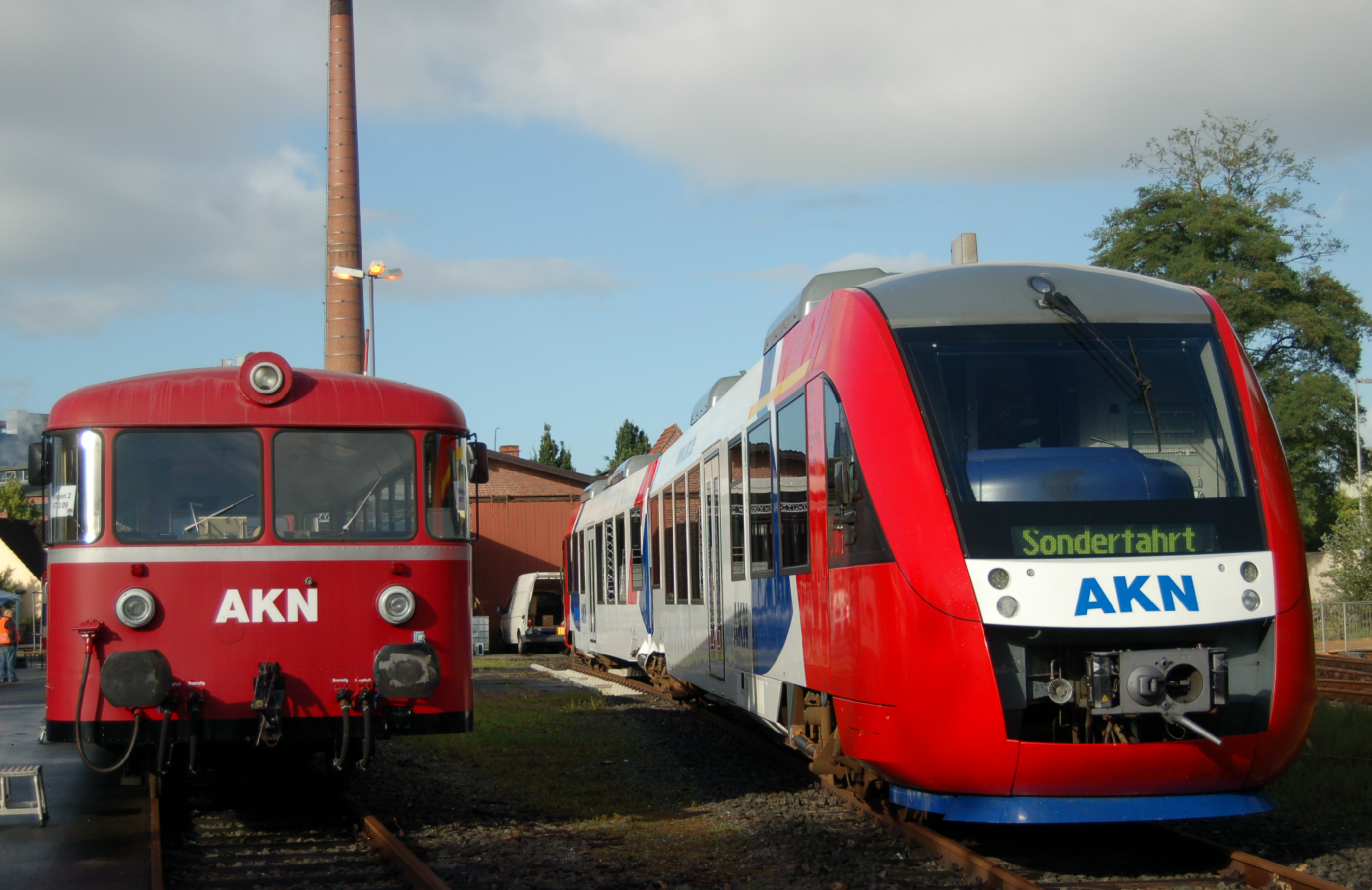
De Uerdinger Schienenbus en een Alstom Coradia LINT 54 van de AKN in Uetersen (2008)

Het trajectdeel van Bad Bramstedt naar Neumünster Süd werd op 1 augustus 1916 geopend en sinds 31 maart 1953 naar het DB-station Neumünster. Hierdoor kwam uit de AKE de Eisenbahn-Gesellschaft Altona-Kaltenkirchen-Neumünster (AKN).
Ook de AKN kwam niet ongeschonden door de Tweede Wereldoorlog. Bij het bombardement op Hamburg op 24 en 24 juli 1943 raakte de sporen tussen Altona en Schnelsen evenals de onderhoudsgebouwen van de AKN zwaar beschadigd. Op 21 mei 1944 werden twee reizigerstreinen bij Tanneneck aangevallen bij een luchtaanval. Op 25 april 1945 werd het verkeer op het traject Neumünster - Bad Bramstedt gestaakt, nadat een verder deel van de sporen bij Wiemersdorf en Großenaspe door bombardementen beschadigd raakte.
De Alsternordbahn (ANB) van het toenmalige eindstation van de Metrolijn U1 via Garstedt en Friedrichsgabe naar Ulzburg Süd werd op 13 mei 1953 geopend.
In de jaren 60 werd de S-Bahn van Hamburg uitgebreid met een traject naar Pinneberg. Op 22 februari 1962 werd het zuidelijke eindstation Kaltenkirchener Bahnhof in Altona voor personenvervoer gesloten. Op dat moment werd het traject tot Langenfelde ingekort. Op 26 september 1965 werd het traject nogmaals ingekort tot het aansluitpunt na Eidelstedt. Hier bestaat de mogelijkheid om over te stappen de S-Bahn S3 en de S21. De parallel aan de S-Bahn lopende sporen van de AKE/AKN werden nog voor goederenvervoer gebruikt.
De exploitatie van de EBO op het trajectdeel Barmstedt - Oldesloe wordt, wegens tegenvallende reizigersaantallen, op 29 september 1973 stilgelegd.
Op 1 januari 1981 nam de AKN de volgende ondernemingen over:
- Alsternordbahn GmbH (ANB); het traject van Garstedt in Norderstedt (vroeger van Ochsenzoll in Hamburg-Langenhorn) naar Ulzburg Süd;
- Elmshorn-Barmstedt-Oldesloer Eisenbahn AG (EBOE); het traject van Elmshorn naar Ulzburg (tegenwoordig: Henstedt-Ulzburg) vroeger door naar Oldesloe (tegenwoordig: Bad Oldesloe).

Voor de ANB had de AKN de bedrijfsvoering sinds begin 1953 al in handen en van de EBOE sinds 1957. De Alsternordbahn werd in 1992 aan de Verkehrsgesellschaft Norderstedt (VGN) verkocht, maar de AKN exploiteert en beheert deze spoorlijn in opdracht van de VGN.
Op 16 mei 1994 wordt de Eisenbahn-Aktiengesellschaft Altona-Kaltenkirchen-Neumünster hernoemd in AKN Eisenbahn.
In 1999 werd in Henstedt-Ulzburg een tunnel gebouwd.
Op 15 december 2002 begint de AKN samen met de Hamburg Hochbahn de exploitatie op de verbinding Neumünster - Bad Oldesloe met de nieuwe spoorwegonderneming nordbahn Eisenbahngesellschaft.
Op 7 juni 2008 vierde de AKN Eisenbahn AG zijn 125-jarig bestaan met het organiseren van een open dag.
Op dit moment bezit de AKN over een eigen spoorwegnet van circa 130 kilometer en rijden hun treinen over een lengte van circa 285 kilometer.

## Trajecten

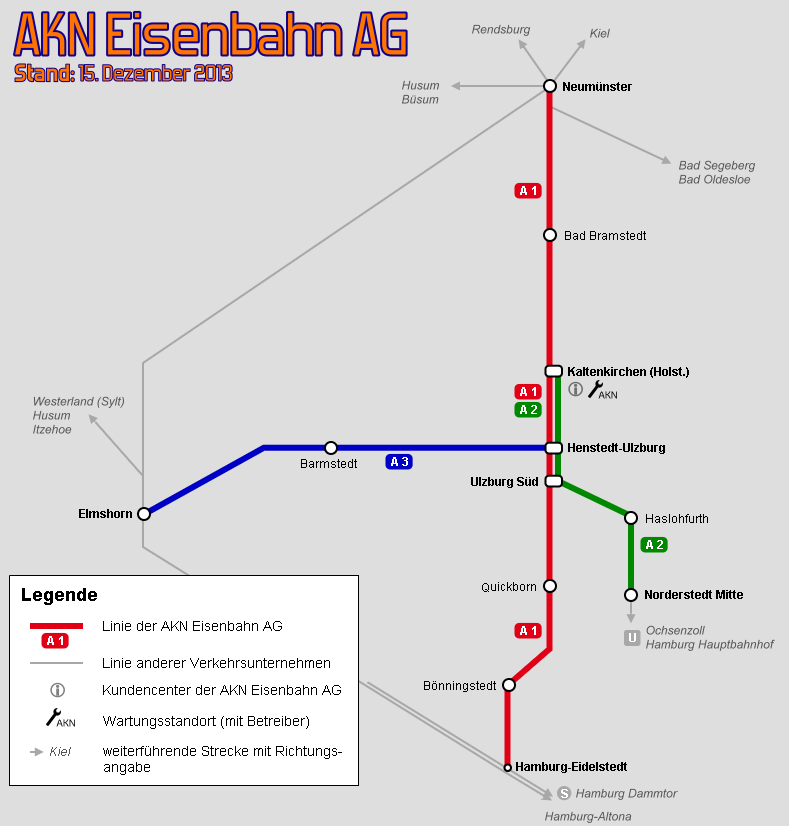
Netwerk van de AKN in Holstein en Hamburg (2013)

AKN-lijnsymbool van de HVV

Het hoofdtraject van de AKN is de spoorlijn Hamburg-Altona - Kaltenkirchen - Neumünster. De AKN is sinds 1965 deelnemer van de Hamburger Verkehrsverbund (HVV; ov-autoriteit regio Hamburg). In het spoorverkeer van Hamburg worden de AKN-lijnen naast de metrolijnen (U), S-Bahn-lijnen (S) en Regionalbahn-lijnen (R) met een eigen oranjekleurige A aangeduid. Op de lijnennetkaarten, die alleen AKN-lijnen weergeven en onafhankelijk van de HVV worden gepubliceerd, worden andere kleuren gebruikt: rood voor de A1, groen voor de A2 en donkerblauw voor de A3.
Op bijna het gehele netwerk (vanaf Boostedt sinds 2002) geldt het tarief van de HVV, anders het tarief van Sleeswijk-Holstein. Bovendien is er een speciaal tarief voor overstappende reizigers tussen de AKN en die verder willen met de Deutsche Bahn.
| lijn | traject                                                                                                 | station en halte |
| ---- | --- | --- |
|      | (Hamburg Hauptbahnhof −) Hamburg-Eidelstedt - Quickborn - Kaltenkirchen - Neumünster (AKN-Stammstrecke) | (Hamburg Hauptbahnhof - Hamburg Dammtor - Sternschanze - Holstenstraße - Diebsteich - Langenfelde - Stellingen −) Eidelstedt - Eidelstedt Zentrum - Hörgensweg - Schnelsen - Burgwedel - Bönningstedt - Hasloh - Quickborn Süd - Quickborn - Ellerau - Tanneneck - Ulzburg Süd - Henstedt-Ulzburg - Kaltenkirchen Süd - Kaltenkirchen - Holstentherme - dodenhof - Nützen - Lentföhrden - Bad Bramstedt Kurhaus - Bad Bramstedt - Wiemersdorf - Großenaspe - Boostedt (- Neumünster Süd - Neumünster, buiten HVV gebied) |
|      | (Kaltenkirchen −) Ulzburg Süd - Norderstedt (Alsternordbahn)                                            | (Kaltenkirchen - Kaltenkirchen Süd - Henstedt-Ulzburg −) Ulzburg Süd - Meeschensee - Haslohfurth - Quickborner Straße - Friedrichsgabe - Moorbekhalle - Norderstedt Mitte |
|      | Elmshorn - Barmstedt - Henstedt-Ulzburg (westelijk deel voormalig EBOE)                                 | Elmshorn - Langenmoor - Sparrieshoop - Bokholt - Voßloch - Barmstedt Brunnenstraße - Barmstedt - Langeln - Alveslohe - Henstedt-Ulzburg - Ulzburg Süd |

In kader van een hervorming van de spoorwegen (Bahnreform) midden jaren '90 ging de AKN meedoen met aanbestedingen voor de exploitatie van andere spoorlijnen, die voorheen door de Deutsche Bahn geëxploiteerd werden.
Sinds 15 december 2015 rijdt de Nordbahn, een dochteronderneming van de AKN Eisenbahn AG en de Hamburg Hochbahn AG, op de van Neumünster tot Bad Segeberg gereactiveerde spoorlijn Neumünster - Bad Oldesloe (HVV-lijn R11).
Vanaf 14 december 2003 tot 10 december 2011 exploiteerde de Schleswig-Holstein-Bahn, een volledige dochter van AKN, het reizigersverkeer op de spoorlijn Neumünster - Heide en Heide - Büsum met doorgaande treinen. Sinds 11 december 2011 worden deze lijnen na een nieuwe aanbesteding eveneens door de Nordbahn geëxploiteerd.
Sinds 12 december 2004 rijden treinen van de lijn A1 tweemaal per dag (werkdagen) via Eidelstedt verder tot Hamburg Hauptbahnhof, waarbij de sporen evenals de aandrijving van de VT-A-hybride treinen via de derde rail van de S-Bahn van Hamburg gebruikt wordt vanaf Eidelstedt via de route Stellingen, Langenfelde, Diebsteich, Holstenstraße, Sternschanze en Dammtor tot het Hauptbahnhof. Vanaf 13 december 2009 werd de avondrit naar het Hauptbahnhof opgeheven, alleen beide ochtendritten op de werkdagen zijn behouden.
Sinds december 2005 rijden er extra treinen van de lijn A2 in de ochtend- en avondspits via Henstedt-Ulzburg verder tot Kaltenkirchen.

## Uitbreiding en versnellingen

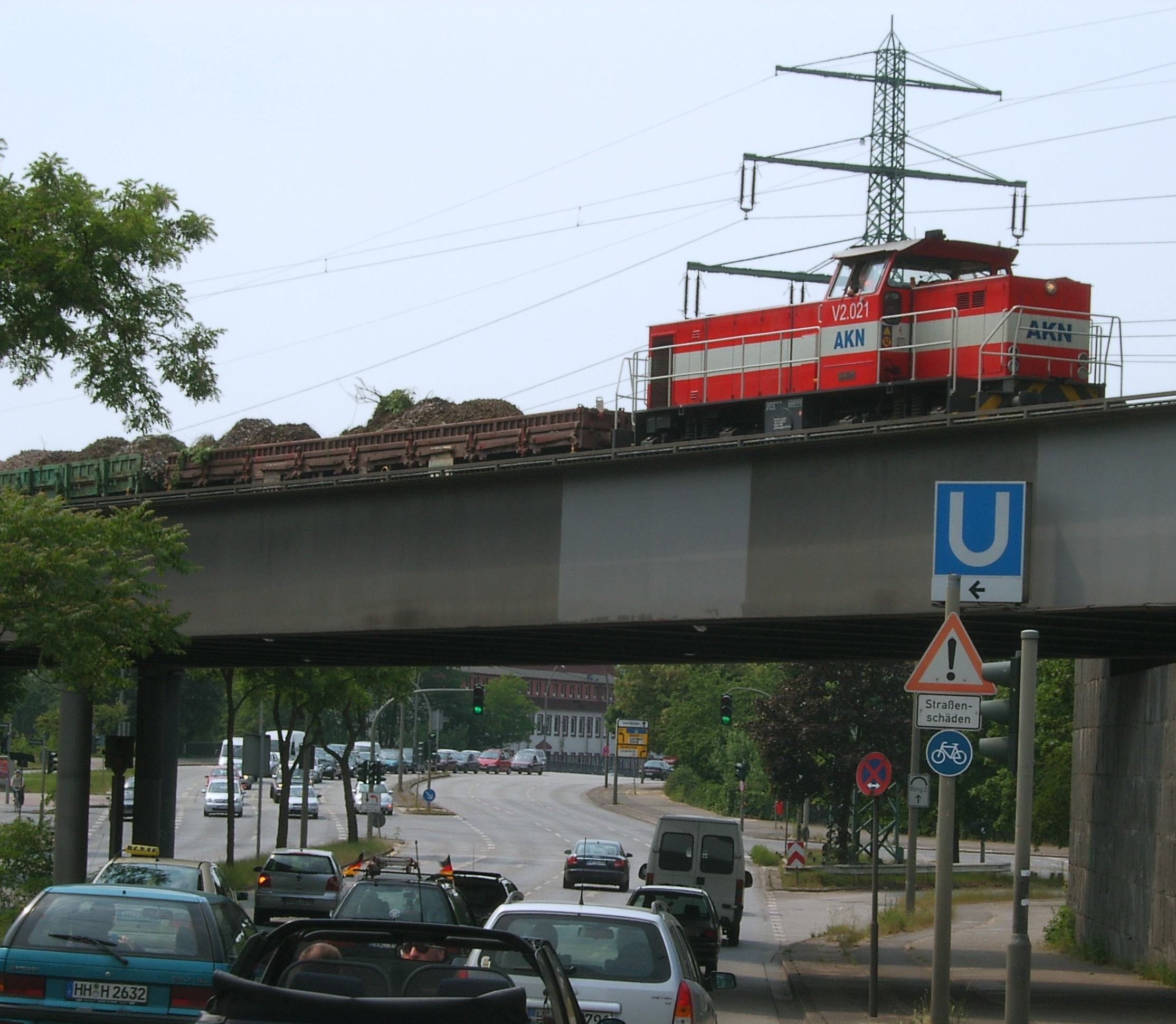
AKN-dieselloc bij spoorwerkzaamheden aan de goederenspoorlijn om Hamburg. De dieselloc V2.021 is niet meer in bezit van de AKN. (2006)

De reistijd van de AKN is voor vele relaties niet concurrerend met de auto, zelfs op een aantal verbindingen op de route tussen station en station. Dit wordt veroorzaakt door:
- de ontbrekende directe verbinding van de AKN-treinen in Neumünster en Eidelstedt naar het centrum van Kiel respectievelijk Hamburg;
- de korte afstanden van haltes op de lijnen A1 en A2;
- baanvaksnelheid van 100 km/h;
- de topsnelheid van 88 km/h tot 105 km/h van de gebruikte spoorlijnen.

Zo bedraagt bijvoorbeeld de reistijd tussen Henstedt-Ulzburg en Kiel gemiddeld 87 minuten, tussen Bad Bramstedt en Hamburg Hbf ongeveer 75 minuten. Om de situatie te verbeteren, werden meerdere concepten uitgewerkt. Bij de overwogen maatregelen horen onder anderen de verbouwing van de AKN-lijnen voor hogere baanvaksnelheden, die start van sneltreinen met minder tussenstops of de bouw van de verbinding naar het S-Bahn-station Hamburg Airport.

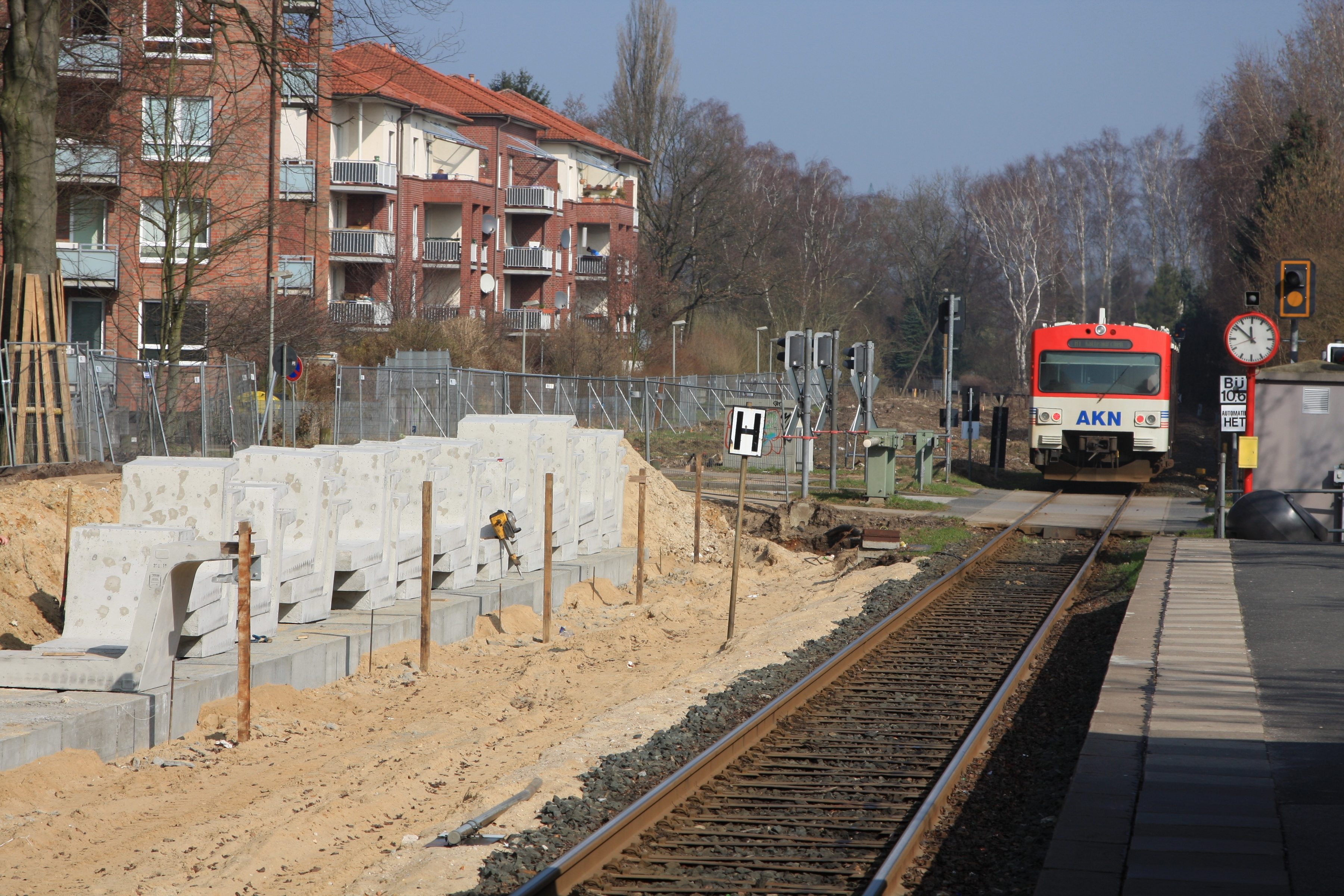
Spoorwerkzaamheden voor de spoorverdubbeling bij halte Burgwedel (maart 2012)

De bouw van de verbinding naar de luchthaven werd door de deelstaatsregering van Sleeswijk-Holstein door de hoge kosten van minimaal €150 miljoen toentertijd niet ondersteund. De deelstaat concentreerde zich op het uitbreiden van het bestaande tracé van de AKN tussen Eidelstedt, Quickborn en Kaltenkirchen, dat zowel door de AKN als door de S-Bahn van Hamburg gebruikt kan worden. Beide ondernemingen zijn in de bediening van de lijn geïnteresseerd. Als voorbereiding op de voorziene ombouw naar S-Bahn-exploitatie werd tot 2013 het trajectdeel vanaf de Halstenbeker Straße tot de deelstaatsgrens uitgebreid, een nieuwe halte Schnelsen Süd is gepland nadat het trajectdeel Bönningstedt - Quickborn volledig dubbelsporig worden uitgebouwd. De AKN pleitte in het verleden voor een volledig overstapvrije verbinding van Eidelstedt tot Hamburg Hbf, maar liep daarbij op tegen de exploitatiekosten en het te lage capaciteit van de spoorlijn. Met een verlenging van een bestaande S-Bahn-lijn is de capaciteit geen obstakel meer.

## Goederenverkeer

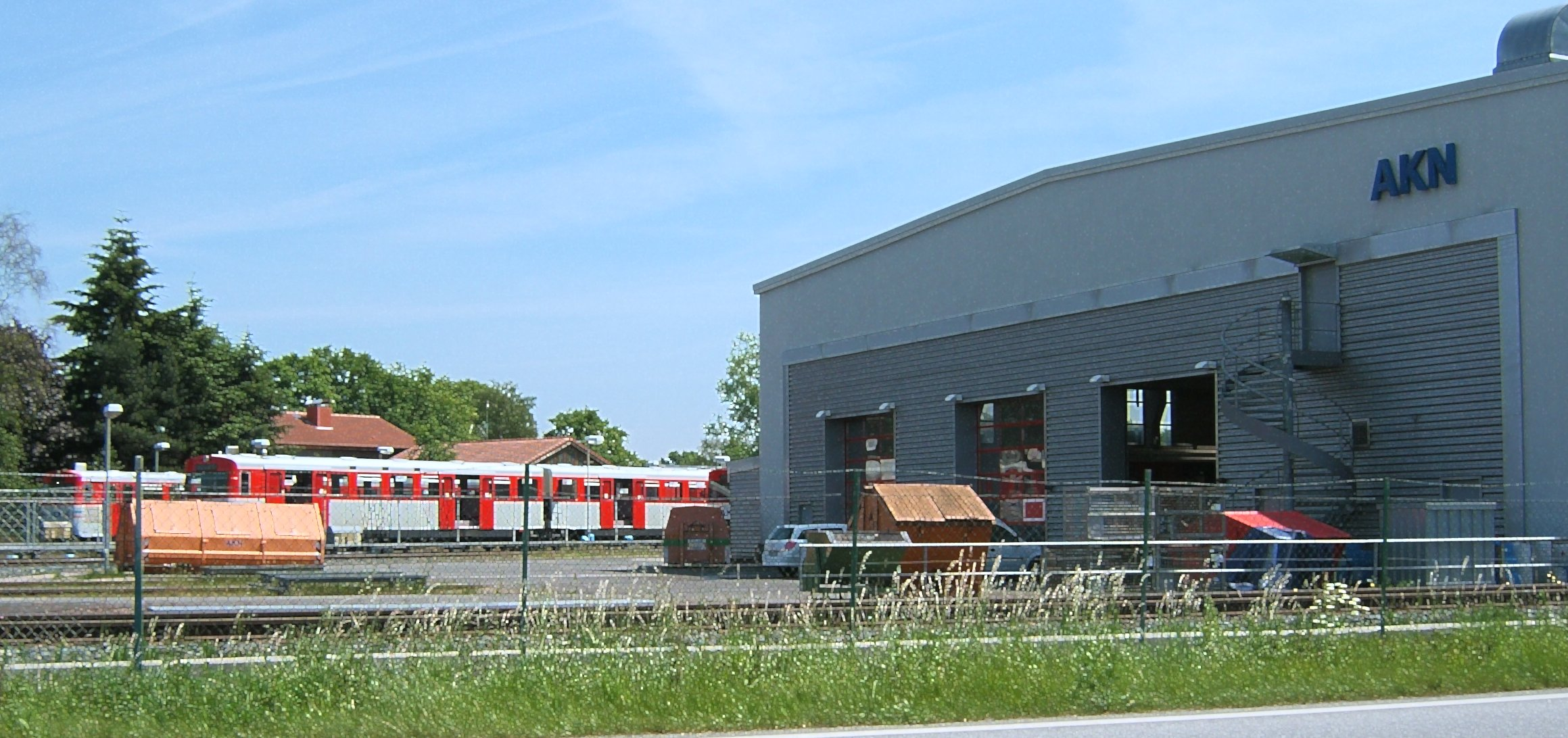
AKN-werkplaats in Kaltenkirchen. Hier worden bij gelegenheid ook S-Bahn-treinstellen onderhouden. (2006)

In het zuiden van Sleeswijk-Holstein en het oosten van Hamburg exploiteerde de AKN goederenverkeer op de overgebleven lijnen van de voormalige maatschappijen Südstormarnsche Kreisbahn, Billwerder Industriebahn en Bergedorf-Geesthachter Eisenbahn (BGE).
In het noorden werd vooral over de lijn van Hamburg-Langenfelde Gbf naar Neumünster Süd regelmatig gereden, de lijn van Henstedt-Ulzburg en Barmstedt alleen wanneer nodig. In het zuiden wordt het Industriegebiet Hamburg-Billbrook en de lijnen Tiefstack - Glinde evenals Bergedorf - Geesthacht bediend. Zes diesellocomotieven werden voor de goederendiensten gebruikt.
Op 31 december 2010 stopte de AKN met het goederenvervoer en werden de locomotieven op een na (V 2.017) verkocht.

## Materieel

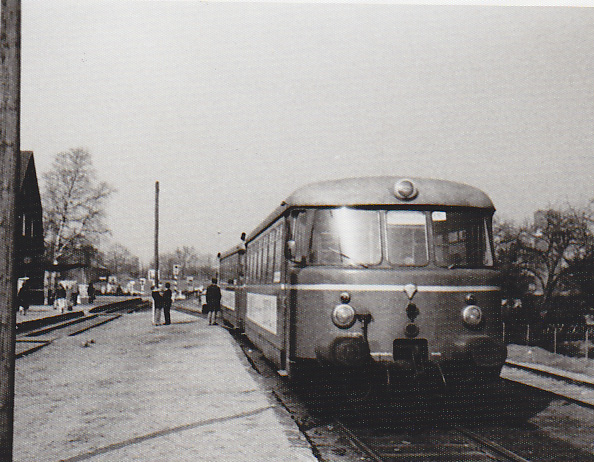
Typische MAN-railbus van de AKN bij halte Quickborn-Süd (maart 1975)

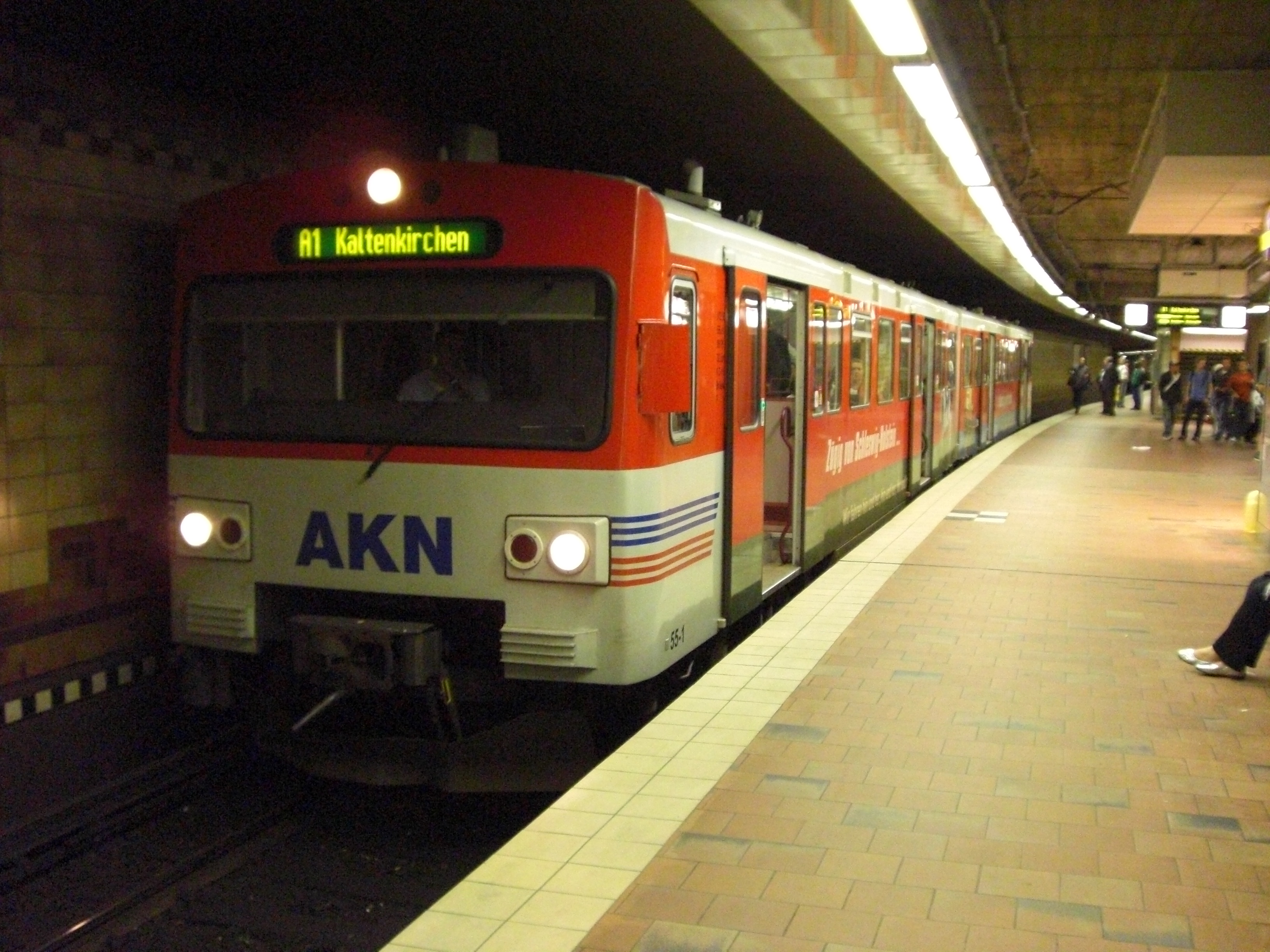
VTA van de AKN in het S-Bahn-station van Hamburg Hbf (2008)

De AKN zet voor het reizigersverkeer tweedelige treinstellen LHB VTA met dieselelektrische aandrijving en ook LINT 54. In 1993 werden 18 treinstellen van het type VTA met asynchrone motoren aangeschaft. Vier treinstellen horen bij het Verkehrsgesellschaft Norderstedt (VGN). Acht treinstellen van het type VTA zijn met een sleepschoen aan de draaistellen uitgerust, ze rijden sinds 2004 op het traject Eidelstedt - Hamburg Hbf van de S-Bahn van Hamburg. Hier wordt gebruikgemaakt van de derde rail voor de stroomvoorziening. In 2015 vernieuwde de onderneming haar wagenpark door de aanschaf van 14 nieuwe treinstellen van het type LING met een lengte van 54 meter, die 15 treinstellen van het type VT 2E uit de jaren '70 vervingen.
Voor het goederenverkeer bezat de AKN meerdere diesellocomotieven. De laatste is de MaK G 1100 BB met het nummer V 2.017, die gebruikt wordt voor spoorwerkzaamheden.

### Voormalig materieel

#### Stoomlocomotieven

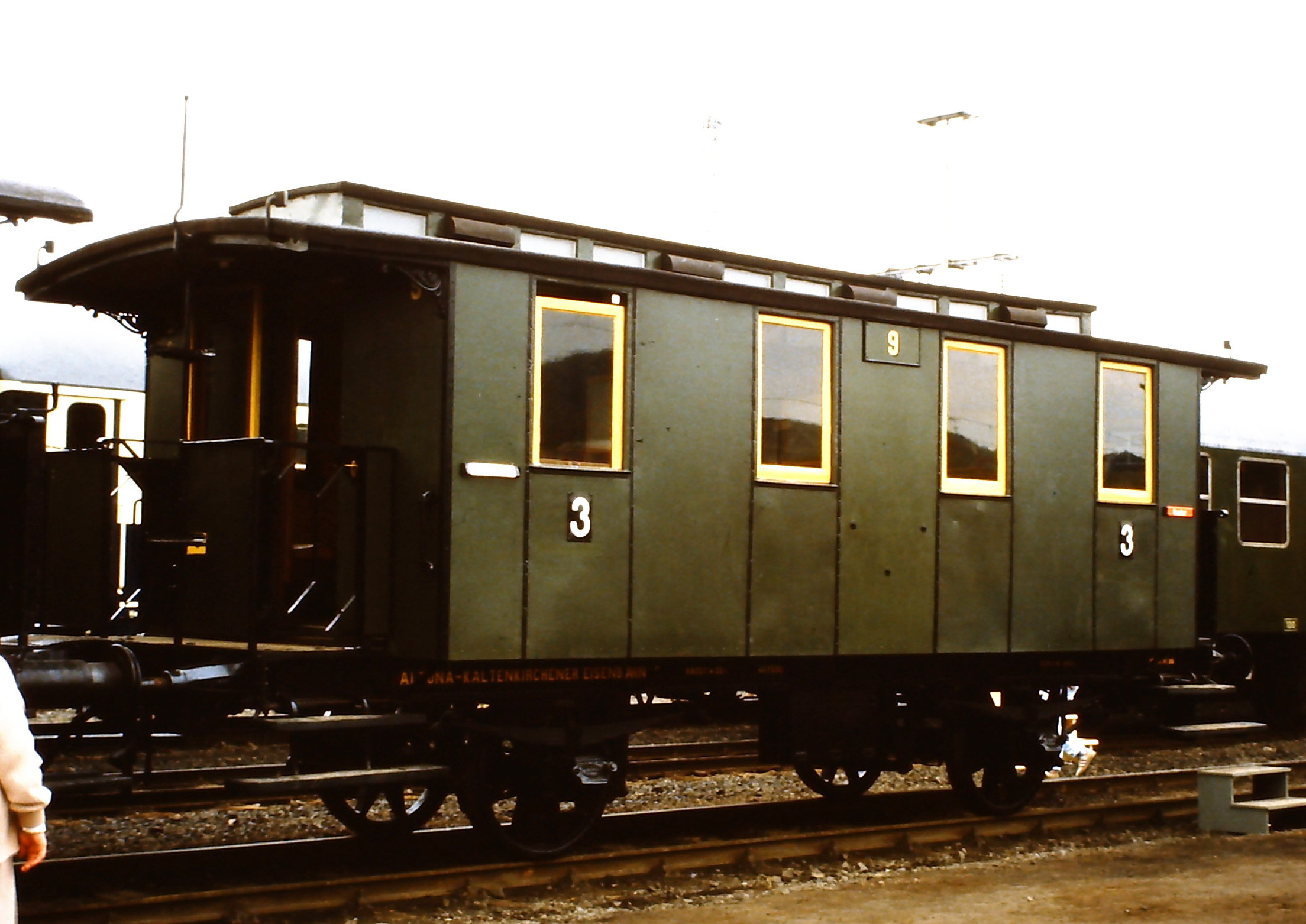
Passagiersrijtuig Nr. 9 (1985)

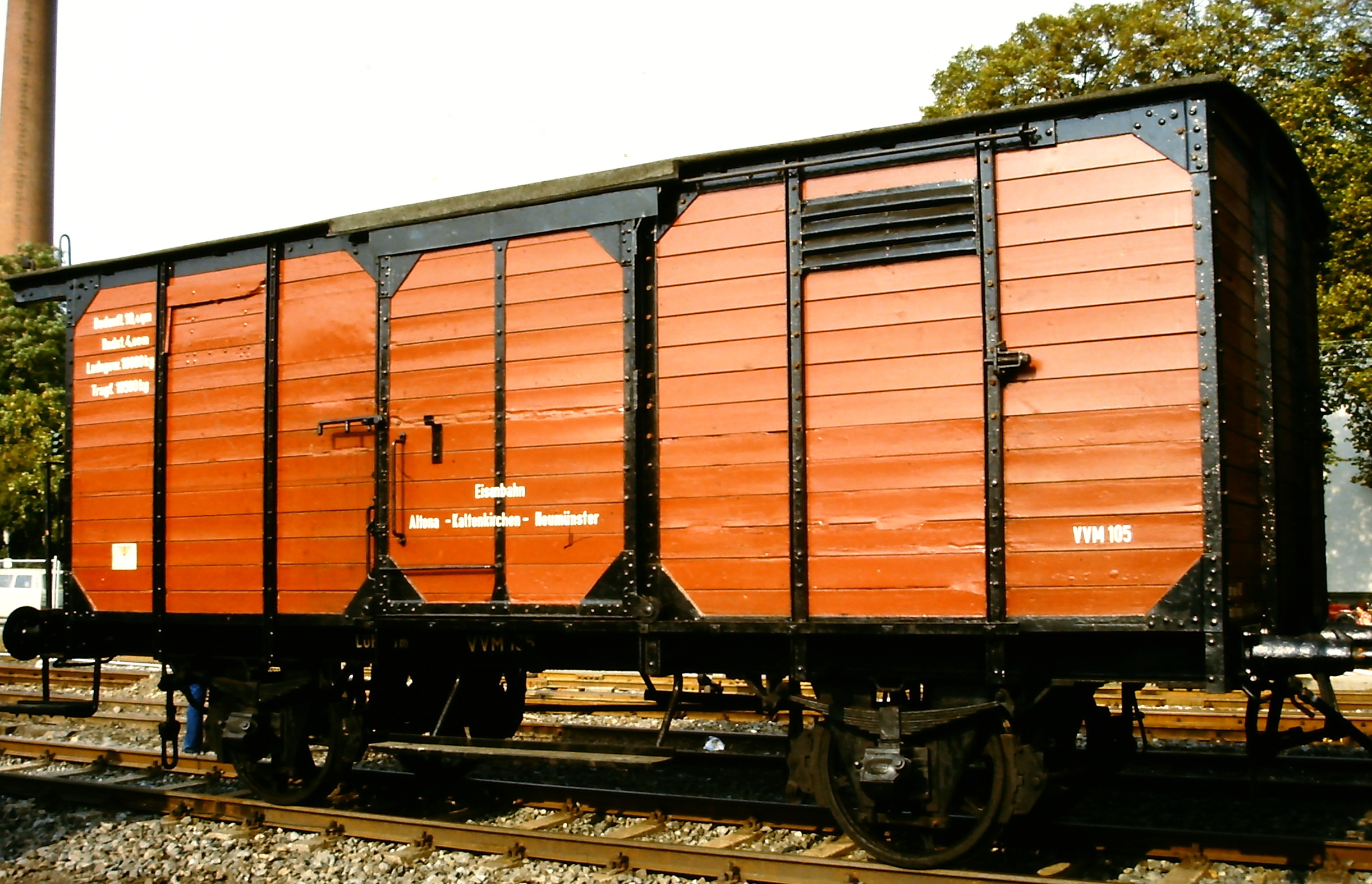
Gesloten goederenrijtuig (1985)

Het verkeer werd met vijf tweeassige volledig afgedekte stoomtramlocomotief van Henschel afgenomen, die een middenbufferkoppeling bezat. Met de verlenging van de spoorlijn werden ook normale drieassige stoomlocomotieven aangeschaft, die over de bij de staatsspoorwegen gebruikelijke trek- en duwinrichting beschikte, eveneens bij Henschel aangeschaft. Maar doordat er nog gemengd gereden werd met trammaterieel, werd de aandrijving afgedekt. Met het toenemende verkeer werden steeds sterkere locomotieven aangeschaft, viervoudig gekoppeld voor het eerst begin jaren '20. In 1947 werden drie gebruikte Pruisische T 13.1 aangeschaft. De stoomlocomotieven werden alle drie tot midden jaren '50 ingezet en daarna verkocht.

#### Diesellocomotieven
De eerste diesellocomotief was een in 1947 van de Kleinbahn des Kreises Ostprignitz verkregen, in 1935 gebouwde tweeassige diesellocomotief door DWK (V 11, later V 2.011). In het volgende jaar schafte AKN een V 36 afgeleide locomotief van Deutz AG aan (V 1, later V 2.001), die al in 1967 terzijde werd gesteld.
Midden jaren '50 volgde meerdere MaK-stangenlocomotieven, als eerste drie MaK 600 D uit het jaar 1953-1954 (V 2-4, later V 2.002-004). In 1956 werd het wagenpark verder uitgebreid met een Deutz A4M 220 R (V5, later V 2.005), een echte V 36 evenals een verdere Deutz replica (V 6-7 respectievelijk V 2.006-007), twee MaK 240 B (V 8-9, later V 2.008-009), een MaK 400 C (V 10, later V 2.010), die via de VHH de weg naar AKN gevonden had. Van de EBOE kreeg de AKN bovendien in 1969 een verdere MaK 600 D, die ook het nummer V 2.001 kreeg en in 1973 na een ongeval terzijde werd gesteld.
De eerste grote diesellocomotieven werd in 1964 in vorm van een Deutz DG 1200 BBM (V 2.012) aangekocht, twee verdere iets zwakker gemotoriseerde locomotieven van het type DG 1000 BBM (V 2.014-015) volgden in 1968. Een andere DG 1000 BBM werd in 1974 van de EBOE onder het nummer V 2.013 overgenomen, het nummer die ondertussen al aan gehuurde Deutz MG 530 C gedragen had. Alle vier Deutz grote diesellocomotieven werden in 1995-1996 aan de Karsdorfer Eisenbahngesellschaft verkocht.
Van de oorspronkelijk vier in 1970-1971 aangeschafte MaK G 1100 BB werden drie (V 2.016, V 2.018 en V 2.019) in de jaren 2004 en 2006 naar Italië verkocht, de vierde (V 2.017) is nog bij de AKN in dienst. Een buitenbeentje in de volledig door de twee bouwers Deutz en MaK gedomineerde wagenpark is de in 1974 aangeschafte V 2.020, een Henschel DHG 700 C die alweer in 1983 verkocht werd. De later aangeschafte locomotieven werden allemaal in 2010 aan het bedrijf Northrail verkocht. Het gaat daarbij om vier MaK DE 1002, waarvan een fabrieksnieuw in 1985 (V 2.021), een andere (V 2.022) in 1995 van de Teutoburger Wald-Eisenbahn werd overgenomen en de laatste twee (V 2.023 en V 2.024) in 2002 van de Dortmunder Eisenbahn werden gekocht.

#### Treinstellen
In 1930 kwamen het eerste drie treinstellen bij de AKN in dienst. Het waren vierassige treinstellen met 81 kW ottomotoren, die door de Triebwagenbau Kiel (TAG) gebouwd werden. Op grond van de goede ervaringen werd in 1934 een vierde treinstel aangeschaft, deze keer van Linke-Hofmann-Busch en met een dieselelektrische aandrijving. In 1940 volgde een verder treinstel van dezelfde firma, maar door brandstofbeperkingen in de oorlog was een regelmatige dienst met treinstellen niet meer mogelijk.
Na de oorlog werd in 1951 twee tijdsgenoten Esslinger Triebwagen aangeschaft, in 1955 één extra en twee stuurstandwagens en in 1953 werden twee Esslinger Triebwagen van de Bergedorf-Geesthachter Eisenbahn (BGE) overgenomen.
Jarenlang was de AKN een bolwerk van MAN-railbussen in Noord-Duitsland, waarvan in 1956 twee (VT 11 en 12) en in 1963 acht exemplaren (VT 2.13 tot 2.20) aangeschaft waren, twee waren bij de Alsternordbahn in dienst. In 1969 werden twee gebruikte treinstellen (VT 2.09 en 2.10) aangeschaft. Bovendien waren zeven daarbij behorende MAN-stuurstandwagen in gebruik. De laatste MAN-railbussen rijden eind mei 1993 bij de AKN en ANB, sindsdien worden bij de ANB/A2 de nieuwe dieselelektrische dubbeltreinstellen VTA ingezet.
In 1969 werden ook vier gebruikte Uerdinger Schienenbussen gekocht, in 1981 kwamen door de overname van het naburige Elmshorn-Barmstedt-Oldesloer Eisenbahn (EBOE, ook wel EBO) nog zeven van deze treinstellen daarbij. Hiervan zijn er tegenwoordig nog twee bedrijfsvaardig en worden voor speciale ritten ingezet. Met de aanschaf van de nieuwe VTA-treinstellen in 1993 werden de overige railbussen overbodig.
In 1976 werden 16 dubbeltreinstellen van het type VT 2E in dienst gesteld, die in 2015-2016 terzijde gesteld werden en tot op twee na gesloopt zijn.

#### Rijtuigen
De AKN bezat tot 34 passagiersrijtuigen, zeven bagagerijtuigen, drie postrijtuigen en 120 goederenrijtuigen waaronder zeven melkwagens.